# ذراع حلزوني

مجرة الزوبعة وتبدو فيها مناطق حمراء لامعة هي مناطق نشأة نجوم جديدة.

ذراع حلزوني  (بالإنجليزية: Spiral arm ) هي تسمية لأذرع مجرة حلزونية وهي تتكون من غبار كوني وغازات ونجوم مضيئة ويوجد بين الأذرعة المضيئة وبعضها أذرعة قليلة الإضاءة تبدو كما لو كانت خالية من النجوم. ولذلك تسمى المجرات التي لها أذرع حلزونية مجرات حلزونية. توجد غير ذلك مجرات إهليلجية وومجرات قزمة وومجرات غير منتظمة .
مثال على المجرة الحلزونية نجدها في مجرتنا مجرة درب التبانةو المرأة المسلسلة (مجرة).

## معناها الفلكي

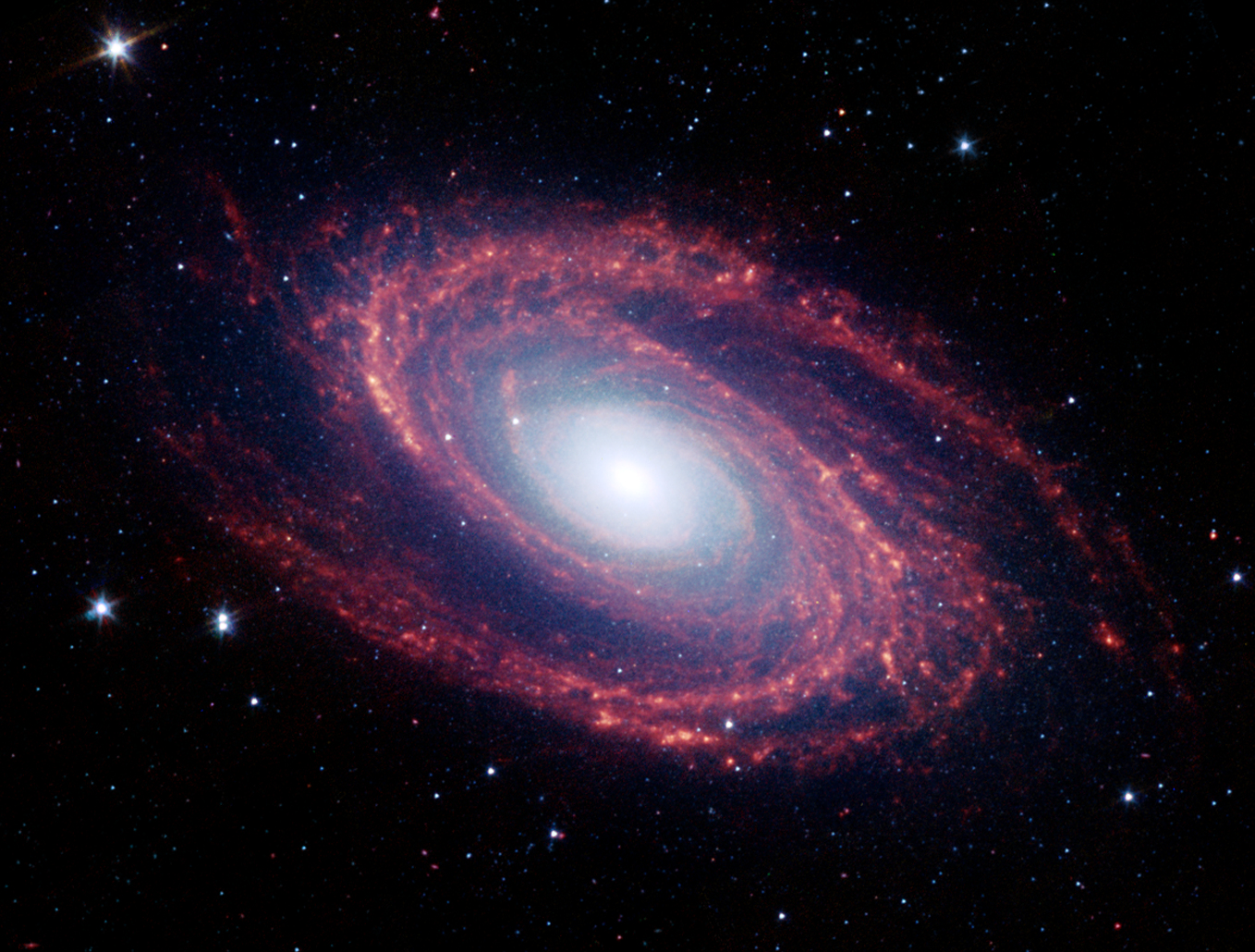
الأذرعة الحلزونية أشد سطوعا عن بقية مجرة.

تشكل الأذرعة الحلزونية في المجرات مناطق نشأة نجوم وقد شوهدت أول مرة مع بداية القرن التاسع عشر وصورت فوتغرافيا ابتداء من عام 1880 . وبالنسبة إلى مجرة المرأة المسلسلة وهي الجرم السماوي رقم 31 طبقا ل فهرس مسييه الذي أنشأه في القرن الثامن عشر )أنظر الصورة) استطاع العالم الشهير إدوين هابل خلال العشرينيات من القرن الماضي رؤية المناطق الخارجية ووجدها تتكون من نجوم منفردة . بذلك أثبت هابل أن المجرات الحلزونية ليست كما كان معتقدا في الماضي أنها تتكون من سحابة من غاز وغبار وإنما تتكون من مليارات من النجوم . نعرف الآن أن مجرة المرأة المسلسلة أكبر من مجرتنا وبها نحو 300 مليار نجم وأنها في شكل قرص يبلغ قطره نحو 150.000 سنة ضوئية ، في حين أن مجرتنا، مجرة درب التبانة بها نحو 200 مليار نجم ويبلغ قطرها نحو 100.000 سنة ضوئية.
وتنشأ الأذرعة الحلزونية بسبب التفاعل بين قوى الجاذبية ونشأة النجوم ولذلك فهي تحتوي على كثير من الغاز . ويمكن اكتشاف وجود غاز الهيدروجين عن طريق قياس موجاته الراديوية التي يشعها ولها طول موجة 21 سنتيمتر وهي تشكل الخط HI في الهيدروجين . ومنذ عام 1950 يكرس العلماء بعضا من وقتهم لقياس مناطق وجود الهيدروجين بغزارة، ويمكنهم رصد مناطق في مجرتنا خلف مركز المجرة ودراستها . ويستعينون في ذلك بقياس الموجات الراديوية نظرا لأن الموجات الكهرومغناطيسية في نطاق الضوء المرئي لا يمكنها النفاذ خلال سحب الغاز والغبار في الكون .

## تكوينها

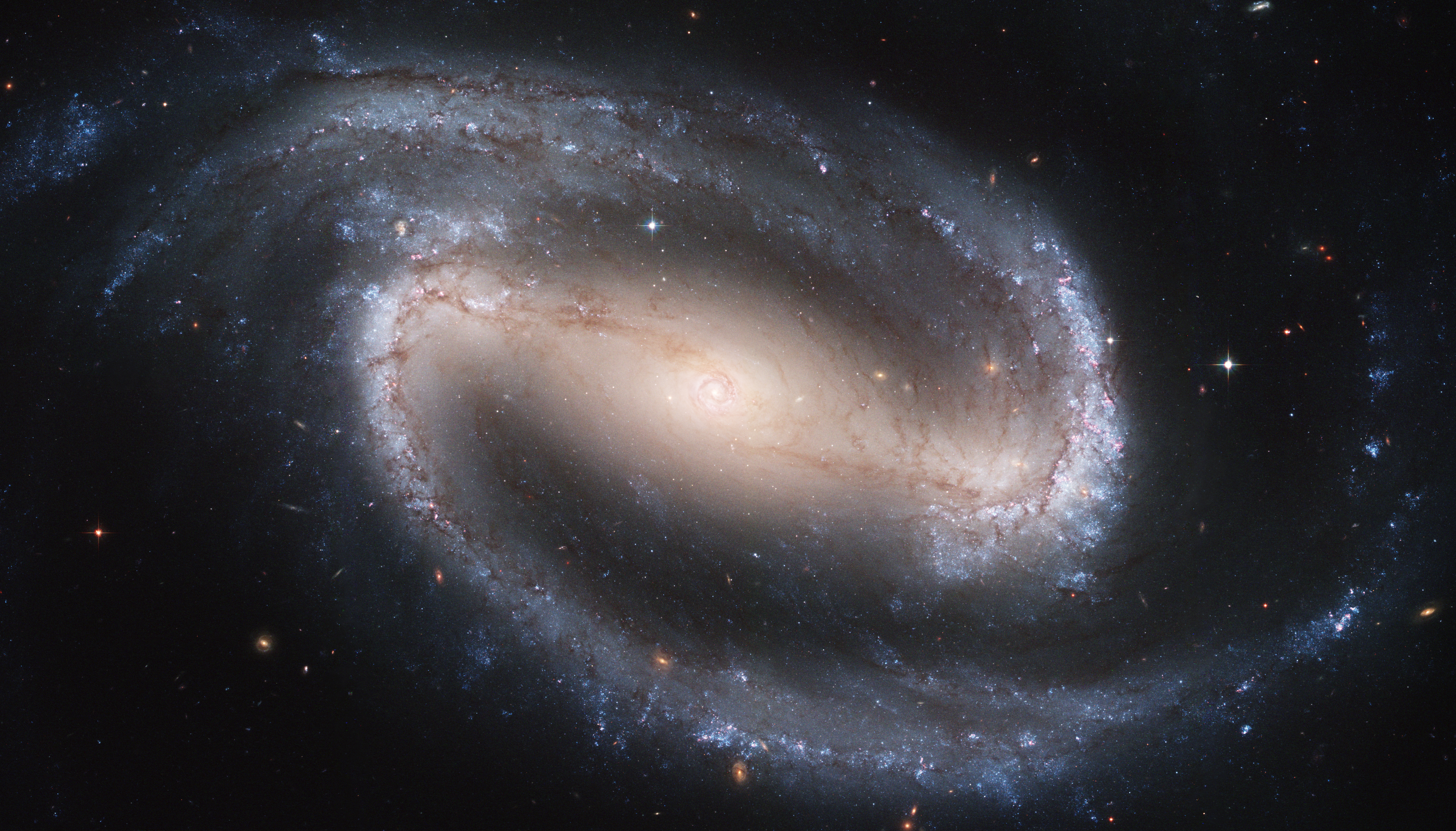
Balkenspiralen (hier: NGC 1300) sind ein Zwischenstadium in der Entwicklungsgeschichte von Spiralgalaxien.

وليس كما يبو في الوهلة الأولى أن المجرة الحلزونية تتكون فقط من أذرعة حلزونية نراها فبقية المجرة ليست خالية من المادة ولكنها فقط أقل ضياء وسطوعا. ففيها نجد أيضا نجوما كثيرة .
ولم ينجح العلماء حتى الآن تفسير نشأة الأذرعة الحلزونية تفسيرا مقنعا . وعل وجه العموم فالنجوم الموجودة في الأذرعة ليست ثابتة فيه وإنما تتحرك في تجمعات وتدور حول مركز المجرة. وإذا كانت النجوم ثابتة في أماكنها فلتشابكت الأذرع بسبب الدوران حول المركز ولضاع شكل الأذرعة . فالمجرة تدور حول نفسها ليس بطريقة العجلة وإنما يدور كل نجم فيها حول المركز يخرج من ذراع ويدخل في آخر . ونجد أن سرعة دوران النجوم على حافة مجرة تدور بسرعة أقل عن النجوم القريبة من المركز .
يوجد افتراض بين العلماء أن تظون الاذرعة الحلزونية تكون بسبب تموجات في الكثافة تنشأ من تلاحم مجموع أفلاك النجوم حول وسط المجرة مع اعتبار أن وسط المجرة لا يشكل مركزا بالمعني المفهوم بأنه مركز ثابت، وإنما في الواقع لا تتركز فيه كتلة المجرة بالتمام . لذلك لا يعود نجم بعد إتمام دورته حول المركز إلى نفس النقطة التي بدأ دورته منها . فتكون الأفلاك ليست في شكل القطع الناقص وإنما تتخذ أشكالا متعرجة مشابهة لزهرة . وتنشأ التموجات في الكثافة عندما تتحرك نجون كثيرة بسرعة متساوية . فإذا كانوا في مجرة ضلعية فتكون جميع أفلاكهم متوازية تقريبا، أما إذا كانت النجوم في مجرة حلزونية فتتحرك النجوم في أفلاك منزاحة بعض الشيء عن بعضها . وينشأ التزامن بين الأفلاك بتأثير الجاذبية النتبادل بين مجموعات النجوم .
قام العلماء باجراء اختبارات عن طريق نماذج محاكاة بالحاسوب تأخذ أيضا في اعتبارها وجود الغاز والغبار في المجرة، وتبين أنه من الممكن تكون أذرعة حلزونية. وتبين أن الأذرعة المتكونة لا تكون ثابتة وإما تنشا وتختفي. وطبقا للحسابات تتغير المجرة باستمرار خلال دورة مقدارها نحو 10 مليارات سنة من مجرة ضلعية وتعود في شكل مجرة حلزونية . 
 كما تغير الاذرعة الحلزونية أفلاك النجوم بحيث يظهر رنين ليندبلاد.

## وصلات خارجية
- Spiral Structure explained
- Stephens، Tim (6 مارس 2007). "AEGIS survey reveals new principle governing galaxy formation and evolution". UC Santa Cruz. مؤرشف من الأصل في 2015-07-24. اطلع عليه بتاريخ 2006-05-24.
- Spiral Galaxies @ SEDS Messier pages
- SpiralZoom.com, an educational website about Spiral Galaxies and other spiral formations found in nature. For high school & general audience.
- GLIMPSE: the Galactic Legacy Infrared Mid-Plane Survey Extraordinaire

## اقرأ أيضا
- سماء الشتاء
- سماء الصيف
- علم الفلك للأشعة السينية
- نسق هابل للمجرات
- مجرة الزوبعة
- سداسية زايفرت
- سكوربيوس إكس-1
- قزم أبيض
- عملاق أحمر
- نجم
- نجم نيوتروني
- مجرة
- الانفجار العظيم
- خط زمني للانفجار العظيم
- ثقب أسود
- نابض
- نجم متغير
- متغير سيفيدي
- نجم الدجاجة إكس-1